# Pigment

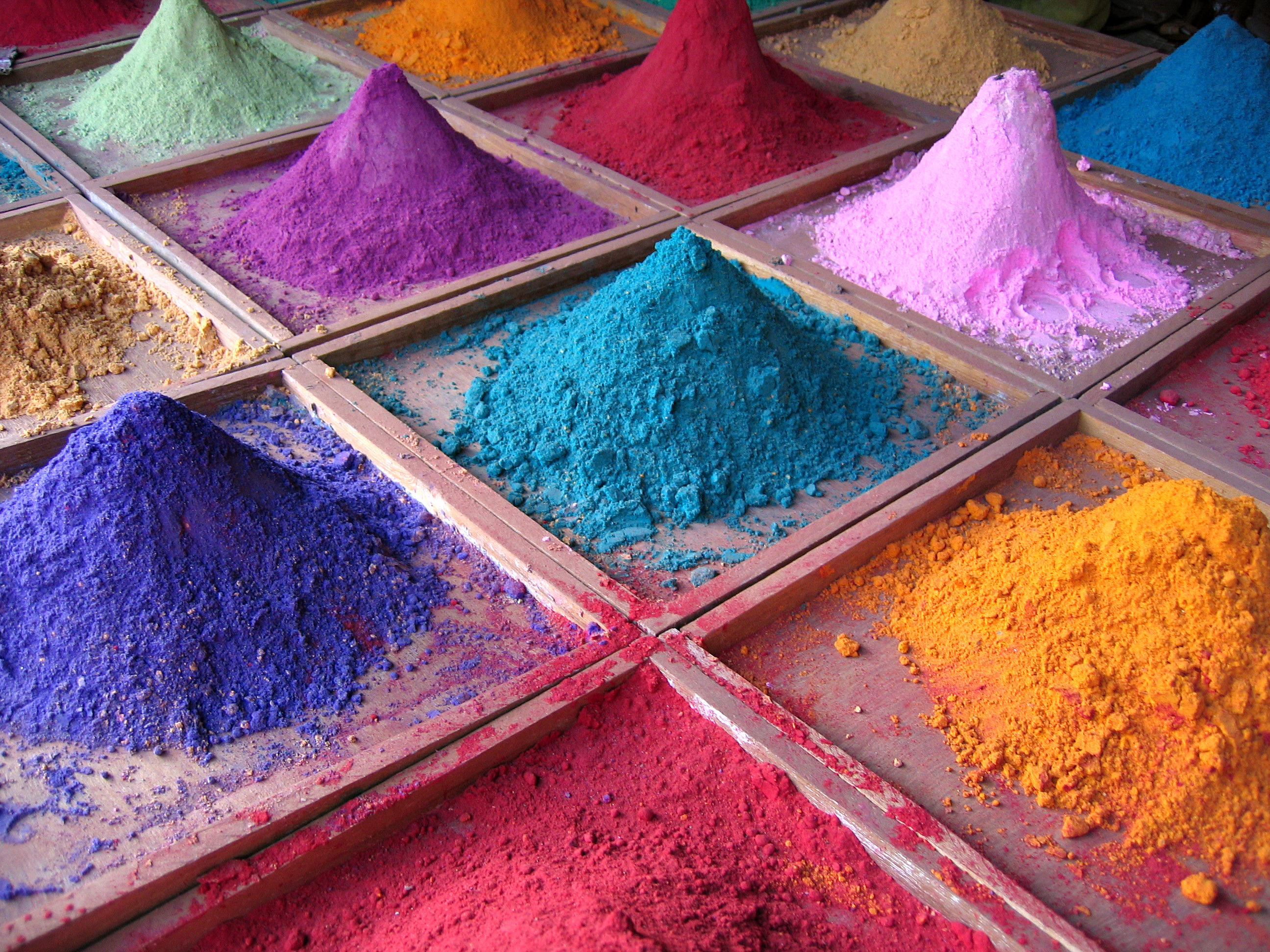
Des pigments en vente sur un marché de Goa (Inde).

Un pigment est une substance chimique colorante insoluble dans le milieu qu'elle colore (PRV3, p. 181). On peut associer, par mordançage, une teinture, soluble, à un sel métallique comme l'alun, pour former un pigment, insoluble.
Utilisés en art et dans l'industrie, les pigments se présentent sous la forme de poudre. 
Ils peuvent être :
- mis en suspension  dans un liant liquide afin d'obtenir une peinture ou une encre ;
- appliqués à un matériau textile ou cuir, sur lequel ils se fixent en surface ;
- incorporés dans la masse d'un matériau comme un plâtre ou un plastique pour le colorer.

Un pigment peut être d'origine minérale ou organique, naturel ou synthétique.
En biologie, on appelle pigment les substances naturelles qui communiquent une couleur aux organismes vivants.

## Définition
Avec le développement de l'industrie des colorants, les auteurs ont éprouvé le besoin de définir avec plus de précision qu'auparavant les termes qu'ils emploient. Si le CNRTL définit le terme pigment comme « toute substance colorée quelle qu'en soit l'origine, la structure et la nature », reflétant la variété des usages passés et présents, dans les textes scientifiques et techniques depuis le milieu du XXe siècle, cette définition correspond à colorant et

pigment désigne des matières insolubles utilisées en dispersion dans un milieu (PRV3, p. 181).
Cette définition s'applique aux pigments traités dans cet article.
Cependant, bien que, comme le signale le dictionnaire de l'Académie française, l'étymologie de pigment le rattache à la peinture, jusque dans les années 1930, pigment s'appliquait principalement aux substances biologiques colorant la peau, et les auteurs francophones employaient pour les matières colorantes de la peinture le mot couleurs, comme dans l'expression marchand de couleurs (PRV3, p. 181-182).

### Pigments biologiques
En médecine, en physiologie, anthropologie physique, le terme pigment désigne les substances qui communiquent une coloration plus ou moins sombre à la peau, principalement les mélanines.
En biologie, le terme recouvre plus généralement toutes les substances synthétisées par des organismes vivants qui leur donnent une couleur.

## Structure des poudres
Les pigments sont, généralement, des poudres. La finesse et la forme des grains peuvent changer assez considérablement la teinte du pigment broyé, en agissant sur la proportion de rayons lumineux réfléchis par la surface des grains par rapport à ceux qui les traversent.
La nature du liant peut aussi dans certains cas transformer radicalement leur apparence, à cause des phénomènes de réfraction.
Le pigment bleu datant de la Renaissance, le smalt, un verre teint en bleu par le cobalt, ne doit pas être broyé trop finement pour obtenir un bleu intense ; il donne des couleurs plus vives à l'eau qu'à l'huile (Ball 2010, p. 178).
Les grains peuvent être sphéroïdaux, lamellaires, en forme d'aiguilles ou n'avoir aucune forme bien définie (PRV3, p. 182-183). La forme influe sur la couleur. L'outremer véritable est moins violet que sa forme synthétique, le bleu Guimet, bien qu'ils soient chimiquement identiques ; c'est que le grain du bleu outremer de synthèse est plus arrondi.
La forme a plus encore d'influence pour les pigments pour peinture métallisée et pour les pigments nacrés, où la forme aplatie des grains et la réfraction jouent un rôle considérable.
La dimension des particules dépend des caractéristiques des pigments, et influe sur leur opacité et leur pouvoir colorant. Elle varie d'un facteur mille : de quelques dizaines de nanomètres pour les noirs de carbone à plusieurs dizaines de microns pour les plus grosses comme le rouge de cadmium (PRV3, p. 184).

## Pigments d'origine naturelle

### Minéraux
Ce sont les terres, ocres, lapis-lazuli, cinabre, oxydes de fer et de cuivre naturels, connus pour certains depuis la Préhistoire.
La préparation des pigments minéraux naturels consiste uniquement en un broyage. Traditionnellement il s'est fait au mortier et au pilon. Les poudres étaient moulées en trochisques qui étaient avant emploi broyés à la molette.

### Plantes tinctoriales
Les pigments biologiques extraits de plantes tinctoriales sont des composés organiques.
Le pigment est extrait de diverses parties constitutives de la plante : les feuilles (guède, chlorophylle (E140), anthocyanes (E163)), les racines (garance) ou l'écorce (quercitron).
Parmi les plantes tinctoriales les plus connues figurent :
- l'indigotier d'où on tire l'indigo ;
- la guède ou pastel des teinturiers pour la production du bleu pastel ;
- la garance, pour la laque rouge de garance ;
- le safran tiré du Crocus sativus ;
- la gaude pour la laque jaune de gaude (ou des verts en association avec le bleu de guède) ;
- le nerprun des teinturiers, dont on tire des jaunes ou des bruns dits stil de grain ;
- l'orseille un lichen dont on obtient plusieurs teintes ;
- le cachou qui sert pour la couleur kaki et pour la teinture brun-rouge des voiles des navires ;
- le campêche, dont est extraite l'hématoxyline, un colorant qui peut prendre plusieurs teintes différentes selon le pH.

Les pigments végétaux contiennent en général plusieurs colorants, mélangés. L'indigotier et la guède contiennent l'un et l'autre de l'indigotine ; mais la guède contient en plus des flavonoïdes, qui rapprochent du bleu-vert le pigment qu'on en tire, tandis que l'indigo contient un isomère de l'indigotine donnant une couleur rouge, et le pigment fabriqué à partir de la plante tire en général vers le bleu-violet.
Les couleurs des pigments végétaux varient aussi par l'association à des mordants et varient souvent selon l'acidité du milieu. La garance donne ainsi plusieurs gammes de rouge, du rouge-violacé au rouge-orangé.

### Pigments d'origine animale
- la cochenille Kermes vermilio pour des rouges carmin, écarlates ou cramoisis ;
- la cochenille Dactylopius coccus, également pour des carmin ;
- le murex pour la pourpre qui colorait dans l'Antiquité l'ourlet de la toge des sénateurs et le vêtement des empereurs à Rome ;
- le sépia ou encre de seiche.

## Pigments synthétiques
À partir du XIXe siècle, beaucoup de pigments naturels ont été reproduits par synthèse chimique. Le bleu Guimet reproduit l'outremer extrait du lapis-lazuli ; l'alizarine remplace la garance ; l'indanthrone l'indigo.
D'autres pigments de synthèse n'existent pas dans la nature, comme la fuchsine, la mauvéine, les pigments azoïques, les quinacridones, et de nombreux autres.
La fabrication de pigments et autres matières colorantes est un secteur important de l'industrie chimique.

### Chimie minérale
Les pigments de synthèse obtenus en chimie minérale sont issus de sulfures et oxydes métalliques, de fer, plomb, cadmium, chrome, cobalt, mercure ou titane. Certains pigments minéraux synthétiques sont connus depuis l'Antiquité (bleu égyptien, vermillon).

### Chimie organique
La chimie organique fournit les pigments les plus utilisés aujourd'hui : Pérylène (pigment), quinacridones, phtalocyanines, azoïques. Leur découverte date du XIXe siècle et ils ont été constamment améliorés depuis.

## Classification et nomenclature

### Qualités principales
Stabilité chimiqueCertains pigments sont fugaces. D'une belle couleur peu après leur fabrication, ils se décomposent petit à petit. Les pigments sont soumis à l'action chimique des pigments voisins, du liant des peintures, de l'air. Seul le liant est au contact direct du pigment, dont l'exposition aux autres substances est faible et les transformations souvent lentes. Les œuvres d'art, conservées sur une longue période, montrent toutefois que la dégradation peut aller jusqu'à la destruction de l'ouvrage. Le noircissement des couleurs au plomb, la décoloration sous l'effet de l'hydrogène sulfuré présent en petite quantité dans l'air, sont des problèmes connus.
Résistance à la lumièreDe nombreux pigments se décolorent lorsqu'ils sont exposés à la lumière. Les plus fugaces sont aujourd'hui éliminés des nuanciers. Après de nombreux déboires, depuis le milieu du XIXe siècle des marchands de couleurs ont effectué des essais, avec exposition au soleil parfois pendant cinquante ans, afin de déterminer la résistance des produits colorants. Aujourd'hui, les essais de vieillissement sont raccourcis par la possibilité de soumettre les échantillons à une exposition permanente à des rayonnements renforcés, notamment ultraviolets. Les progrès de la chimie ont aussi permis d'améliorer, par des modifications du procédé de fabrication, la solidité des pigments, maintenant disponibles avec une résistance à la lumière améliorée.
MiscibilitéCertains pigments réagissent entre eux, comme ceux à base de plomb (céruse, minium, massicot) qui noircissent au contact de couleurs contenant du soufre (cadmiums, outremer). On ne peut les mélanger dans une formulation.
OpacitéSelon la taille, la forme et l'indice de réfraction des particules, les pigments se classent sur une échelle d'opacité entre opaques, semi-opaques, semi-transparents ou transparents. Les grains gros (10 µm) et plats d'indice de réfraction élevé sont les plus couvrants, à masse  de pigment égale. Le pouvoir couvrant, c'est-à-dire la surface qu'une unité de volume peut recouvrir de façon opaque, dépend du pigment, mais aussi de la formulation.
Pouvoir colorantCertains pigments tachent le support de manière durable tandis que d'autres s'effacent facilement ; certains pâlissent rapidement en mélange avec du blanc de titane, tandis qu'une plus faible quantité d'autres suffit pour maintenir une coloration.

### Nomenclature des pigments
Les industriels, fabricants et utilisateurs de colorants, se réfèrent généralement à la nomenclature du Colour Index International publié depuis 1924. Son code commence par une lettre qui indique le mode de fabrication, N pour les colorants naturels, P pour les colorants synthétiques. Une ou deux lettres donnent ensuite la famille de couleur, et un numéro indique ensuite la référence précise, qui référence renvoie à une fiche d'information. Les données sur la chimie d'un colorant sont regroupées sur des fiches portant un numéro à 5 chiffres. Le Colour Index comprend aussi une liste de dénominations commerciales de chacun des colorants.
Les lettres des pigments identifiant le familles de couleurs, selon une terminologie anglaise, sont :
- W = White (blanc) ;
- O = Orange (orange) ;
- R = Red (rouge) ;
- Y = Yellow (jaune) ;
- B = Blue (bleu) ;
- G = Green (vert) ;
- V = Violet - violets, bleus violacés, certains roses ;
- Bk = Black (noir) ;
- Br = Brown (brun).

Par exemple : PB29 correspond au Pigment Blue no 29, qui est le Bleu Guimet, version synthétique du bleu outremer (aluminosilicate de sodium). Les pigments naturels sont précédés de la lettre N a la place du P, par exemple le rouge carmin est NR4.
Lorsqu'une formulation comprend un mélange de pigments, chacun d'eux est mentionné : par exemple le gris de Payne est souvent PB15/PBk6.

### Dénominations
Les noms des couleurs modernes varient d’une marque à l’autre. On trouve ainsi dans nos nuanciers :
- des appellations génériques (rouge vermillon, noir d’ivoire, terre de Sienne), même si le pigment n'est plus celui d'origine (naturel), mais son équivalent synthétique. Par exemple, le bleu indigo n'est plus le pigment NB1, issu de l'indigotier, mais son équivalent de synthèse (PB66) ;
- des reprises de nom du pigment (bleu phtalo, vert de cobalt, rouge de quinacridone). C'est la manière la plus simple et fidèle d'appeler une couleur, mais certains noms compliqués (benzimidazolone, anthraquinonique) expliquent que cela ne puisse être généralisé ;
- le nom du fabricant (vert Rowney, rouge Blockx) de l'inventeur (Vert de Hooker, Brun Van Dyck) ;
- très souvent des noms de fantaisie plus ou moins sanctionnés par la tradition, comme Vert Véronèse, Magenta.

Quelques précisions :  
- de même qu'un même nom peut couvrir diverses compositions pigmentaires, un même pigment peut se retrouver sous des noms de couleur divers : un vert phtalocyanine (PG7) sera appelé vert Monestral (Daler-Rowney), vert cyanine (Pébéo), vert bleu Winsor (Winsor) ou vert phtalo (Lefranc, Talens) ;
- beaucoup de couleurs gardent leur appellation d'origine alors qu'elles sont aujourd'hui obtenues à partir d'un mélange de différents pigments synthétiques : une couleur comme le jaune de Naples, ce jaune rosé obtenu à partir de plomb et de soufre, arrêté, car toxique, est aujourd'hui présent sous la forme de mélanges divers, plus ou moins approximatifs. Pour imiter parfaitement un pigment, et que le contretype donne la même couleur que l'original dans toutes les lumières, il faudrait que sa courbe de réflectance soit identique, et pour qu'il s'utilise identiquement, il faut que son pouvoir colorant et sa transparence soient similaires ;
- certaines imitations n'en portent pas la mention (Imitation ou Hue) par le fabricant (carmin, laque de garance), même quand le pigment d’origine est encore disponible (terre verte, ocres) ;
- certaines substitutions peuvent présenter des avantages : les terres de Sienne et d'ombre (PBr7) sont aujourd'hui souvent produites à partir d'équivalents de synthèse (PY42 et PR101), qui, dénués de manganèse, sont préférables lorsqu'utilisés à l'huile.

### Pigments beaux-arts
Voici quelques exemples de pigments utilisés dans les couleurs à l'huile (peinture à l'huile), à l'eau (gouache, aquarelle ), à l'acrylique (acrylique), à l'œuf (tempera), etc.
- Bleu
  - Historiques : indigo (végétal) et lapis-lazuli (minéral)
  - Minéraux de synthèse : bleu de cobalt, bleu de Prusse, bleu outremer, bleu de manganèse, bleu céruléum, turquoise de cobalt
  - Organiques de synthèse : bleu de phtalocyanine, turquoise de phtalocyanine, bleu d'indanthrène, bleu indigo
- Rouge
  - Historiques : carmin ou kermès (puces cochenille), vermillon (cinabre), minium, sinopia, pourpre (murex)
  - Minéral naturel : ocre rouge
  - Organiques naturels : laque de garance véritable (végétal),
  - Minéraux de synthèse : oxyde de fer rouge, rouges de cadmium
  - Organiques de synthèse : rouge toluidine (hélios), rouge naphtol, laque d'alizarine, rose/magenta de quinacridone, rouge pérylène, rouge anthraquinonique, rouge pyrrole/DPP
- Jaune
  - Historiques d'origine végétale : jaune safran, jaune de curcuma, jaune indien (issu de l'urine de bétail nourri de feuilles de manguier), gomme-gutte ou jaune du Cambodge, quercitrin et quercitron (gaude)
  - Historique d'origine minérale : jaune de Naples (antimoine), Orpiment (jaune de Perse)
  - Minéraux naturels : ocre jaune
  - Minéraux de synthèse : jaune de barite (baryum), jaune de chrome, jaune de cadmium, jaune auréoline (cobalt), oxyde de fer jaune, jaune de nickel titane, jaune de Mars, jaune bismuth/vanadium
  - Organiques de synthèse : jaune de Hansa/arylamide, jaune isoindolinone, jaune azoïque, jaune benzimidazolone, jaune dioxine de nickel
- Orange
  - Historiques d'origine végétale : la gomme-gutte ou jaune du Cambodge.
  - Historique d'origine minérale : le minium (véritable mine de rouges/orangés), le rouge-orangé d'Andrinople, le rouge de carthame (quasiment un orangé), l'arséniate de cobalt (va du rouge au jaune, mais très toxique)
  - Minéraux de synthèse : orange de cadmium, orangé de Mars (oxyde de fer), orangé de cobalt
  - Organiques de synthèse : orange pyrazolone, orange benzimidazolone, orange isoindoline, orange pyrrole/DPP
- Vert
  - Historiques : vert de Bohème, vert de vessie (stil de grain), vert de malachite
  - Minéral naturel : terre verte
  - Minéraux de synthèse : vert oxyde de chrome, vert émeraude ou viridien, vert de cobalt
  - Organiques de synthèse : vert phtalocyanine, vert naphtol
- Violet
  - Historiques : violet de Mars (hématite), capuut mortum (tête de mort), maurelle (Chrozophora), orseille
  - Minéraux de synthèse : violet de cobalt, violet d'outremer, violet de manganèse
  - Organiques de synthèse : mauve dioxazine, violet pérylène, rose et violet quinacridone
- Brun
  - Minéraux naturels : terre de Sienne (naturelle, brûlée), terre d'ombre (naturelle, brûlée), terre de Cassel
  - Organiques naturels : brun Van Dyck, sépia
  - Minéraux de synthèse : brun de Mars, brun minéral (chromate de zinc et fer)
  - Organiques de synthèse : brun azoïque, brun benzimidazolone, brun quinacridone
- Noir
  - Historique d'origine animale : noir d'ivoire (à base d'ivoire à l'origine, os par la suite)
  - Historiques d'origine minérale : gris de Davy, noir de vigne, noir de campêche
  - Minéraux naturels : bitume de Judée
  - Minéraux de synthèse : noir d'ivoire, noir de fumée et/ou noir de suie et/ou noir de lampe, noir de Mars (oxyde de fer),
  - Organiques de synthèse : noir de pérylène
- Blanc
  - Minéraux de synthèse : blanc de zinc, blanc de lithopone, blanc de titane (Dioxyde de titane), blanc de Meudon, blanc d'argent (céruse, toxique)

## Inventaire du patrimoine culturel immatériel en France
La fabrication de pigments est un savoir-faire répertorié à l'Inventaire du patrimoine culturel immatériel en France après une étude menée chez l'artisan François Perego de Bécherel en Bretagne.

### Identification des pigments
La question de l'identification des pigments se pose fréquemment dans les études archéologiques, dans les travaux de restauration de peinture, et dans d'autres disciplines.
Dans la restauration d'une œuvre d'art, on désire souvent éviter d'attirer l'attention sur le travail des restaurateurs. On ne peut, pour éviter qu'un raccord de peinture se voie, se fier à l'examen visuel en atelier. Quand les pigments utilisés sont différents, le métamérisme peut être parfait dans certaines conditions d'éclairage, et défectueux dans d'autres conditions. Ce problème ne peut se poser que si les pigments utilisés sont différents. Quand les archives ne renseignent pas sur les techniques que l'artiste a utilisées, que l'analyse spectrale de la couleur ne donne pas de renseignements suffisants, et que le budget le permet, on a recours à des techniques plus élaborées.
Quand on peut détruire l'échantillon, les méthodes ordinaires d'analyse chimique sont disponibles.
Souvent ce n'est pas le cas. La spectroscopie Raman et la goniospectrocolorimétrie permettent de déterminer la composition du pigment et la structure de ses particules.